# Francesco Ricchino
Francesco Ricchino (* zwischen 1509 und 1513 in Bione; † kurz vor dem 26. April 1573 in Brescia) war ein italienischer Maler der Renaissance und hauptsächlich in seiner Heimatstadt Brescia tätig. In den 1550er Jahren arbeitete er auch am kurfürstlichen Hof in Dresden.

## Leben und Werk
Ricchino wurde in Bione, einer Kleinstadt im Val Sabbia in der Provinz Brescia, wahrscheinlich zwischen 1509 und 1513 geboren. Zu seinen frühen Werken gehört ein Wandgemälde mit der Beweinung Christi, datiert auf den 20. Oktober 1538, aus einem Privathaus in Stravignino und ein Fresko mit der Heiligen Dreifaltigkeit in der Kirche St. Maria Magdalena in Lavone di Pezzaze vom 30. August 1539. Die beiden Werke zeigen sich von der Schule des Gaudenzio Ferrari beeinflusst. Ende der 1530er Jahre kehrte Ricchino nach Brescia zurück und wurde im Umkreis des Malers Alessandro Moretto tätig.
In den fünfziger Jahren arbeitete Ricchino zeitweise in Dresden. Anhand der Quellen ist mit Sicherheit ein Aufenthalt zwischen dem Herbst 1554 und dem Sommer 1555 am kurfürstlichen Hof bei Kurfürst August von Sachsen nachweisbar. Vielleicht war Riccino auch über diesen Zeitraum hinaus in Dresden tätig. Aus dieser deutschen Periode sind zwei von Virgil Solis gestochene Drucke nach zwei Zeichnungen von ihm für das den Frontispiz einer von Luther übersetzten Ausgabe der Bibel, die zwischen 1558 und 1561 von Hans Lufft in Wittenberg gedruckt wurde, bekannt. 1568 schreibt Bartolomeo Arnigio in der Einführung zu den Gedichten des Malers, dass Ricchino in Deutschland „nicht nur Freude an der Arbeit in der Malerei hatte“, sondern auch „einen Einblick in Architektur und Perspektive gab“. Neben seiner Tätigkeit als (Porträt-)maler dürfte sich Ricchino daher in Dresden auch als Architekt betätigt haben. Ein konkretes Werk in dieser Hinsicht ist aber nicht belegbar.
Ricchino kehrte spätestens 1560 nach Brescia zurück, wo er zusammen mit dem Architekten Ludovico Beretta als Zeuge in einer Bauangelegenheit auftrat. In den folgenden Jahren bezeugen zahlreiche Dokumente kontinuierlich die Anwesenheit von Ricchino in Brescia, der in die angesehene Accademia degli Occulti aufgenommen wurde.
Nach seiner Rückkehr nach Brescia erhält Ricchino wichtige Aufträge. Zusätzlich zu einem Auftrag von 1565 für die Fresken in der Kapelle der Scuola del Sacramento, die leider nicht erhalten sind, malte Ricchino 1566 vier große Leinwandgemälde mit Szenen aus dem Leben Moses für das Presbyterium von San Pietro in Oliveto.
Es folgen weitere wichtige Werke: der Tabernakel für die Kirche San Filastrio in Tavernole (heute in der Pinacoteca Tosio Martinengo), signiert und datiert 1568, das Porträt eines Malers, signiert und datiert auf 1569, das Martyrium der Heiligen Katharina für den Heiligen Rochus in Vicenza 1571–1572 und die Verkündigung mit dem Heiligen Franziskus und dem Heiligen Hieronymus, heute in der Sammlung Sorlini, signiert und datiert 1572. Hier zeigt sich auch das Wiederaufleben eines neuen Interesses an der Malerei des Moretto.
Der Künstler starb wahrscheinlich kurz vor dem 26. April 1573, als das Inventar seines gesamten Vermögens erstellt wurde.